# Joachim Jansong
Joachim Jansong (* 6. April 1941 in Berlin; † 20. März 2022) war ein deutscher Grafiker und Fotografiker.

## Leben und Werk
Jansong besuchte von 1957 bis 1960 die Arbeiter-und-Bauern-Fakultät der Hochschule für Bildende Künste Dresden. Seine Lehrer waren u. a. Gottfried Bammes und Otto Griebel. Von 1960 bis 1961 arbeitete er als Fotolaborant bei der Deutschen Werbeagentur (DEWAG) in Berlin. Von 1961 bis 1966 studierte Jansong bei Heinz Föppel, Albert Kapr und Walter Schiller und an der Hochschule für Grafik und Buchkunst Leipzig. Ab 1966 war er dort Aspirant, ab 1969 Oberassistent für Fotografik. Er gründete die Fachklasse für Fotografik und wurde deren Leiter. In dieser Zeit gestaltete er u. a. Umschlagbilder mit stilllebenartigem Charakter für die foto- und filmtechnische Literatur des Leipziger Fotokinoverlags. 1977 erhielt er eine Dozentur im Fach Fotografik. Ab 1978 begann er Fotografie mit druckgraphischen Techniken wie Siebdruck oder Radierung sowie malerischen Mitteln zu verknüpfen. Mit seiner zur Perfektion entwickelten Collage-Technik gestaltete er von 1983 bis 1989 zehn Umschlagbilder (Hefte 3 und 6–14) der Leipziger Blätter und verhalf damit der jungen Zeitschrift zu einem modernen Erscheinungsbild. Ab 2004 schuf er originalgrafische Bücher zu Franz Kafka, Heinrich von Kleist, Heinrich Heine u. a.
Von 1992 bis zur Emeritierung 2004 war er Professor und Dekan des Fachbereichs Fotografie und Malerei. Von 1971 bis 1990 war Jansong Mitglied im Verband Bildender Künstler der DDR. Er hatte in der DDR eine große Zahl von Einzelausstellungen und war an wichtigen Kunstausstellungen beteiligt, u. a. von 1977 bis 1988 an der VIII. bis X. Kunstausstellung der DDR in Dresden.
Jansong lebte und arbeitete in Steinbach.

## Rezeption
„Joachim Jansong ist ein versierter Fotograf, der sich zum wichtigsten Vertreter der Collage und Montage in der DDR-Kunst der 1970/80er Jahre entwickelte. Sehr zielführend wusste er die durch die modernen Medien veränderten Sehgewohnheiten zu nutzen… Die entstehenden Werke zeichnen sich durch ein Höchstmaß an handwerklich-technischer Präzision und Perfektion aber auch durch geistige Vielseitigkeit, politische Wachheit und an die Grenze der Provokation gehende Inhaltlichkeit aus. … Verknüpft werden ebenso Historie und aktuelles Zeitgeschehen, Traditionsbezug und Avantgarde zu einer besonders die lokale Leipziger Kunstszene charakterisierenden kritischen Zeitzeugenschaft.“
„Die Medientrennung zwischen Fotografie und Grafik hat ihn immer gestört. Bereits Ende der Sechziger Jahre platzierte er sich konsequent zwischen allen Stühlen und arbeitete an seiner eigenen Komfortzone, in der Möglichkeit des Fotografischen in den grafischen Techniken und das Eindringliche im Außergewöhnlichen auf wunderbare Weise verbunden werden können. 1970 gründete er die Klasse für Fotografik an der Hochschule für Grafik und Buchkunst Leipzig. Außerdem hat die Begeisterung für Literatur, besonders für die von Franz Kafka, seine Sucht nach Bildkonglomeraten befeuert, die er parallel zu den Sprachmetaphern in hohem Verdichtungsgrad entwickelte. So war es  eine Revolte aus dem Geist der medialen Grenzüberschreitung sowie der Text- und Bildverknüpfung der Kunst des Radierens und des Siebdruckens, die Joachim Jansong  Blatt für Blatt und Buch für Buch in einen organischen Fluss manövrierte, in dem er heute virtuos auf- und abtaucht.“

## Werkbeispiele
- Präludium und Fuge (1975, Fotomontage; auf der VIII. Kunstausstellung der DDR)[8]
- Mona Lisa 2000 (1977, Collage, auf der VIII. Kunstausstellung der DDR)[9]
- Prag (1980/81, Folge von Radierungen; auf der IX. Kunstausstellung der DDR)[10][11]
- Die Jagd (Mischtechnik; IX. Kunstausstellung der DDR)[12]
- Sanierung (Kunstsammlung der Wismut GmbH, Chemnitz)[13]

- Er rührte an den Schlaf der Welt (zu Johannes R. Becher; 1983, Farbradierung, 37,5 × 27 cm)
- Meinst du, die Russen wollen Krieg? (zu Jewgenij Jewtuschenko; 1984, Farbradierung, 31 × 24 cm)

- Meine Marke mit PKZ (1984, Radierung/Siebdruck, 44 × 31,5 cm; X. Kunstausstellung der DDR)[14]
- Leibhaftig (zu Christa Wolfs Erzählung;  2003/04, 15 Radierungen)

## Ausstellungen (unvollständig)

### Einzelausstellungen
- 1979: Brandenburg-Kirchmöser, Klubhaus der Eisenbahner (Fotografik)
- 1979: Grimma, Kleine Galerie im Kunsthaus (Druckgrafik, Plakate, Poster, Montagen, Collagen)
- 1989: Freiberg, Kleine Galerie im Cotta-Club (Collagen und Druckgrafik)
- 1981: Erfurt, Galerie erph (Druckgrafik, Collagen, Montagen)
- 1982/1983: Cottbus, Kunstsammlung Cottbus (Fotomontagen. Collagen, Druckgrafik)

### Ausstellungen seit der deutschen Wiedervereinigung
- 2017: Potsdam, Museum Barberini, („Hinter der Maske. Künstler in der DDR“)